# Парковый (микрорайон Перми)
Парковый — микрорайон в Перми.

## География

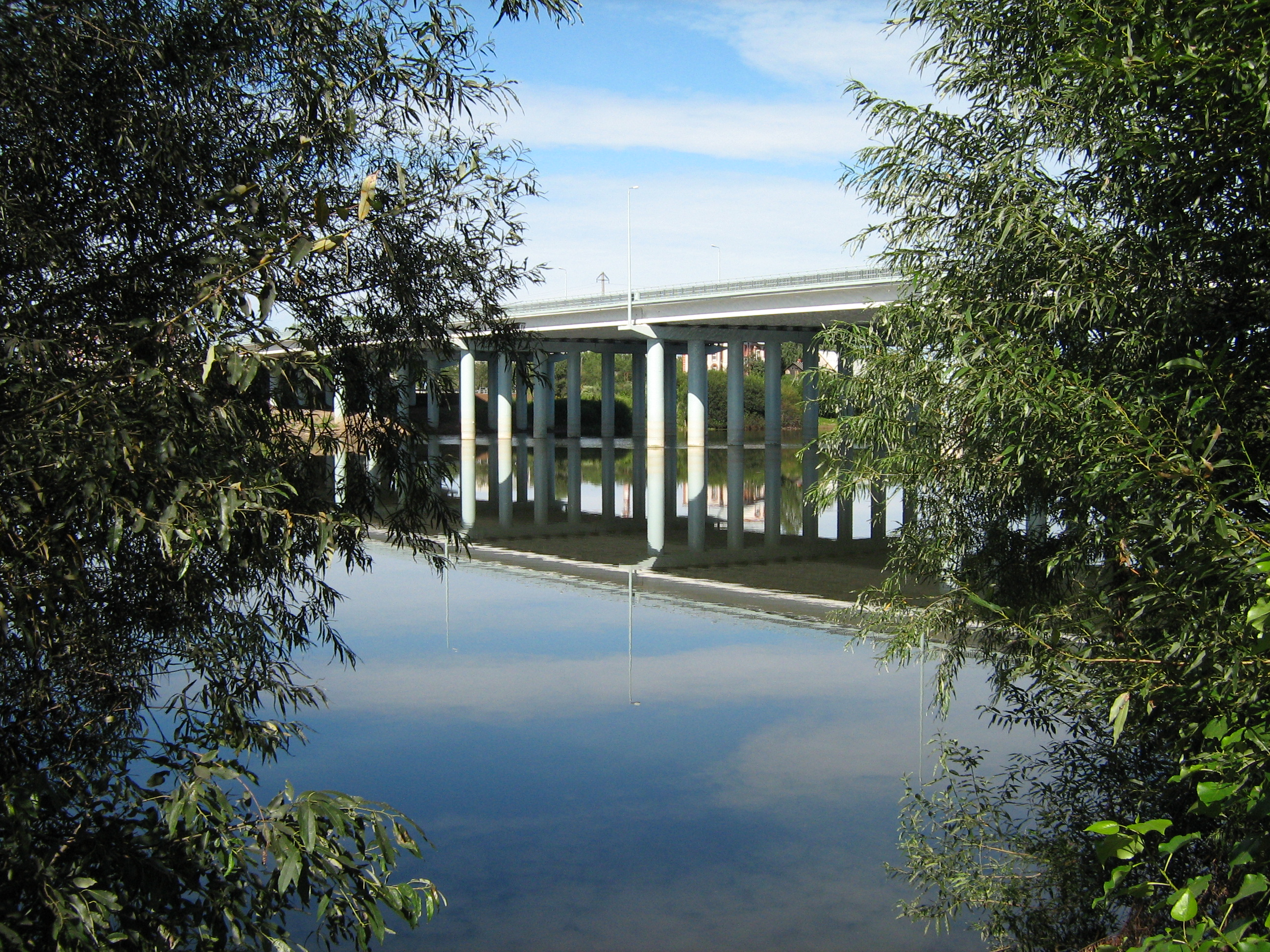
Мост через Мулянку

Микрорайон Парковый расположен на левобережной части Дзержинского района (который принято назвать воротами города) на западе Перми.
Микрорайон начинается на правом берегу Мулянки и развивается, начиная с проспекта Паркового, в восточном направлении до улицы Зои Космодемьянской и микрорайона ДКЖ. Мулянка отделяет его от микрорайона Заостровка и пересекается на этом участке тремя мостами:
- Пешеходный мост по улице 2-я Мулянская.
- Мост по улице Строителей. Он соединяет микрорайон Парковый с Красавинским мостом через Каму.[1]
- Мост по улице Красина.

С южной стороны микрорайона Парковый находится самый большой лесной массив в черте города — Черняевский лесопарк. В нём расположены городской ПКиО «Балатово», спортивные комплексы, санаторно-оздоровительные комплексы и другое.
Микрорайон Парковый связан улицей Встречной, проходящей в южном направлении вдоль Мулянки и Черняевского лесопарка с микрорайоном Верхние Муллы — одним из древнейших населенных пунктов Перми (починок известен с 1597 года).
Мулянка напротив проспекта Паркового достигает своей максимальной ширины 483 м (благодаря подпору Воткинской ГЭС и значительным объемам выемки здешнего грунта в 1980-е гг. для строительных целей) и через 1,5 км впадает в Каму.

## Транспортное сообщение
Довольно обширно:
- Автобусы: 11, 12, 14, 30, 47, 50, 54, 64, 67, 74
- Трамваи: 3 (остановки «Улица Желябова», «Красный Октябрь»)

## Социальная сфера
На территории микрорайона Парковый находится 10 школ:
- детская школа искусств № 13, открытая в 1986 году (в здании средней общеобразовательной школы постройки 1955 года);
- центр детского творчества «Юность»;
- СДЮСШОР по бадминтону «Олимпийские ракетки» (подчиненна департаменту образования администрации г. Перми);
- ДЮСШ по художественной гимнастике и боксу (подчиненна департаменту образования администрации г. Перми);;
- 4 средне-образовательных школы: 146, 44 (сотрудничает с краевой федерацией дзюдо), 86 и «ЭнергоПолис»;
- 2 Гимназии: № 10, № 31.

А также:
- спортивный комплекс «Спорт-Холл» — площадка для тренировки Пермской сборной по теннису, здесь проводятся турниры Российского теннисного тура;
- фитнес-клуб «Седьмое небо»;
- Пермский краевой госпиталь для ветеранов войн.

## Промышленность и потребительский рынок
Закрытые предприятия
ОАО «Пермский мясокомбинат» (закрыт в 2019 году)
ОАО "Пермский маргариновый завод «Сдобри» (закрыт в 2013 году)
Действующие предприятия
ОАО "Пиломатериалы «Красный Октябрь»

## История
До революции — район Балашихинский
Построен на месте поселков Шпальный, Красный Октябрь, Скандаловка и других.
Фасадный облик вдоль проспекта Паркового сложился в конце 1970-х — начале 1980-х годов. Парковый проспект был застроен домами 97-й серии от 9 до 16 этажей. Проект планировки выполнен архитектором А.П. Загородниковым совместно с руководителем архитектурно-планировочной группы института «Пермгражданпроект» И.А. Плотниковой. Первые новосёлы начали въезжать в новые дома в 1976 году.
При строительстве микрорайона для засыпки заболоченных территорий производилась выемка грунта из Мулянки.
Постепенно Парковый стал одним из престижных «спальных» микрорайонов Перми, благодаря хорошей экологической обстановке и развитой инфраструктуре и индивидуальной застройке. Большое значение для развития микрорайона имеет продолжение Паркового проспекта до соединения с центральными улицами города. Живописный сосновый бор, создающий прекрасный экологический фон, давно привлекает строителей для возведения санаториев, профилакториев и госпиталей.
В 1910 году в шести верстах от Перми состоялось открытие лесопильного завода Е.А. Балашевой (по летописи В.Верхоланцева), работниками на которой стали жители близлежащих деревень.
В 1914 году появились первые дома и началась разбивка улиц.
В 1924 году землемером Поломожных выполнен план расположения земель города Перми в поселке Шпальном, значительную часть территории в центре зарезервирована под спортивные сооружения и места отдыха, целые кварталы отведены для училища, больничного городка, бани и других социальных объектов. Проект отклонен.
В 1937 году открыта первая школа (бывшая школа № 35).
В 1937 году к лесокомбинату «Красный Октябрь» проложена трамвайная линия.
В 1930-х годах выстроен небольшой военный городок ОСОАВИАХИМа, состоящий из летних домиков. Здесь проходил подготовку младший командный состав. Снесен 1980-е годы.
16 февраля 1951 года — открыта школа № 86.
С 1950-х по 1970-е годы работал кинотеатр «Заря». Он находился недалеко от сегодняшней автобусной остановки «Паркового проспекта».
В начале 1970-х годов построен санаторий-профилакторий «Энергетик».
В 1970-е на базе Парковой дачи (старое название Чернявского лесопарка) построен городской ПКиО (архитектор И. А. Плотникова).
В 1976 году построен санаторий-профилакторий «Сосновый бор».
В 1981 году восточная часть Парковой дачи внесена в список ботанических памятников природы Пермской области.
В 1984 году построены Городская курортная поликлиника с водогрязелечебницей и школа № 44.
В 1986 году закрыт шпалопропиточный завод (располагался вблизи трамвайного кольца маршрута № 3).
20 июля 1989 года проспект К.Е. Ворошилова переименован в проспект Парковый. Новое название указывает на принадлежность его к конкретной части города. Предложено доктором филологических наук, профессором ПГУ Е. Н. Поляковой, кроме того рассматривались названия: проспект Тухачевского, маршала Жукова, Российский.
В 1995 году построен госпитальный комплекс для ветеранов войны.
В 1997 году на базе городского ПКиО открыт центр отдыха ветеранов.
В 1999 году открыто здание УВД Дзержинского района — первое в городе здание специально спроектированное и построенное для районной милиции (главный инженер проекта Н.И. Виноградов, архитектор А. И. Петров).
В 2007 году, в рамках действующей в Пермском крае программы «Обеспечение личной и общественной безопасности в Прикамье», Парковый стал первым микрорайоном города, где была установлена интеллектуальная система видеоконтроля для наблюдения за общественным порядком. Система включает в себя более 70 камер, установленных на зданиях и высокоскоростные камеры на перекрёстках для наблюдения за нарушителями правил дорожного движения и обнаружения угнанных машин. Юрий Горлов, начальник ГУВД по Пермскому краю сказал по этому поводу:

… необходимо, чтобы сама система выявляла правонарушения, такие как пересечение сплошной линии и выезд на встречную полосу. Любой автотранспорт, находящийся в розыске, въезжая на Парковый, сразу должен появляться у оператора на экране и задерживаться нарядом, несущим службу. Губернатор сделал ряд указаний и замечаний разработчикам новой системы. В ближайшее время они будут учтены и проработаны.

22 июня 2007 года на улице Зои Космодемьянской, вблизи здания УВД Дзержинского района, проходили испытания первого в России патрульного робота Р-БОТ 001.
Музей района, созданный в 1982 году Б.Ф. Субботиным на базе лесокомбината «Красный октябрь», не сохранился.

## Микрорайон Парковый сегодня
Начиная с 2009 года в микрорайоне реализуется общегородская концепция развития велосипедной транспортной сети, которая связывает все микрорайоны города, торговые и культурные центры, а также учебные заведения. Введение в эксплуатацию новых велосипедных дорожек производится начиная с конечной остановки Паркового проспекта «Микрорайон Парковый» разветвляясь в направлении центра города (к международному экстрим-парку и ПКиО «Балатово»). Велодорожки выделены дорожной разметкой на тротуарах и обозначены соответствующими знаками. Работают велопрокаты с широким выбором велосипедов. В плане организация велогаражей и велопарковок. В Черняевском лесопарке планируется установка уникальной «тропы здоровья», представляющей собой километровый круг, разделенный на пешеходную и велосипедную части, обрудованный светом, качественным покрытием, небольшими зонами отдыха.
По инициативе Главы города Игоря Шубина ведутся работы по ландшафтному оформлению внешних границ Черняевского лесопарка (для обеспечения видимости зелёного массива вглубь лесопарка) и оформлена зона «Золотые пески» — место отдыха горожан возле естественного водоема по руслу ручья Светлый. Проект максимально приближен к природе и учитывает необходимость экологического просвещения у школьников
Построено здание в 20 этажей на улице Куфонина.

## Проекты, связанные с микрорайоном Парковый
В микрорайоне Парковый планируется построить храм (на высокой площадке в самом начале проспекта Парковый)
Новая дорога свяжет вокзал Пермь II и микрорайон Парковый (дорога от улицы Строителей до площади Гайдара для обеспечения альтернативного выезда из центра города на объездную трассу Перми)
Одна из легенд о Пермском метро (мифы Рифея) гласит: первая очередь пермского метрополитена должна быть введена в действие ориентировочно в 2015 году, линии от проспекта Парковый через центр до площади Восстания. Строительство начнется в районе перекрестка улиц Куфонина, Подлесной и Встречной.

## Улицы
Микрорайон Парковый включает в себя 34 улицы.

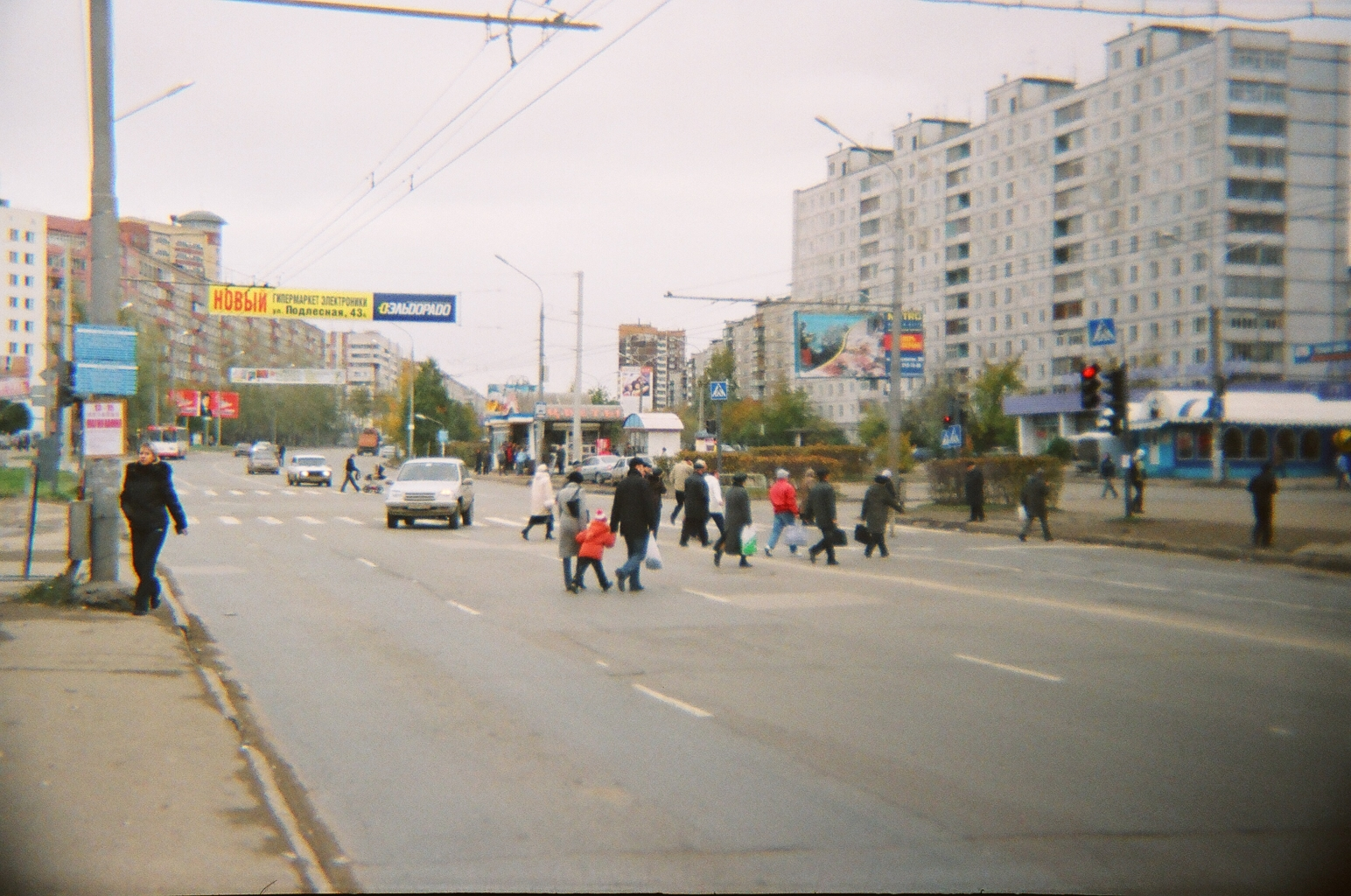
Пересечение проспекта Паркового и улицы Пожарского

Крупнейшие широтные улицы (с запада на восток):
- Проспект Парковый — главная улица микрорайона (длина 2,35 км), проходит от реки Мулянки, продолжается улицей Переселенческой, которая упирается в улицу Гатчинскую между стадионами «Дзержинец» и «Локомотив».
- Улица Подлесная — проходит по опушке Черняевского лесопарка от реки Мулянки до шоссе Космонавтов.

Крупнейшие меридиональные улицы:
- Улица Куфонина;
- Улица Желябова;
- Улица Комиссара Пожарского;
- Улица Зои Космодемьянской.

## Известные люди, связанные с микрорайоном Парковый
С. В. Борисевич — директор школы искусств № 13, в 2004 году присвоено звание «Заслуженный работник культуры Российской Федерации».
Т. И. Томашева — воспитанница спортивного клуба «Дзержинец», российская легкоатлетка. 2 — кратная чемпионка мира, серебряный призёр Олимпийских игр 2004.
К. Е. Ворошилов — советский военачальник, государственный и партийный деятель, участник Гражданской войны, один из первых Маршалов Советского Союза. Его именем назывался проспект Парковый с момента основания с 1975 по 1989 год.

## Парковый в других городах
- Парковый — микрорайон в Екатеринбурге
- Парковый — микрорайон в Иркутске
- Парковый — микрорайон в Челябинске